# Rebelión del whiskey
La rebelión del whiskey o rebelión del whisky, menos comúnmente conocido como la insurrección del whiskey, fue un levantamiento popular que tuvo sus inicios en 1791 y culminó con una sublevación en 1794 en la localidad de Washington, Pensilvania, en el valle del río Monongahela.
La rebelión fue el resultado del nuevo impuesto sobre esta bebida alcohólica, la cual se produjo poco después de los artículos de la Confederación, que habían sido sustituidos por un gobierno más fuerte: el del Gobierno federal desde 1789, en virtud de la Constitución de los Estados Unidos en 1789.
Esta rebelión fue sofocada por un ejército de 12.000 hombres enviado por George Washington contra ellos.  